# 门夫里列拉
门夫里列拉，是西班牙卡斯蒂利亚-拉曼恰瓜达拉哈拉省的一个市镇。总面积38平方公里，总人口105人（2001年），人口密度3人/平方公里。